# Jean Aubouin
Pour les articles homonymes, voir Aubouin.
Jean Aubouin, né le 5 mai 1928 à Évreux et mort le 19 décembre 2020 à Nice,, est un géologue et océanologue, membre de académie des sciences section : sciences de l'univers depuis le 16 novembre 1981. Il est le président de l'Académie des sciences pour 1989-1990. Il est le président de l'Institut de France en 1989.